# (33255) Kathybush
1998 HB32 (asteroide 33255) é um asteroide da cintura principal. Possui uma excentricidade de 0.17732490 e uma inclinação de 8.61455º.
Este asteroide foi descoberto no dia 20 de abril de 1998 por LINEAR em Socorro.